# Granja de Doldellops
Doldellops es un monumento del municipio de Valls (Alto Campo) declarado bien cultural de interés nacional.

## Descripción
Conjunto formado por un edificio noble, dos jardines y la casa de los masoveros. El espacio entre ambos jardines forma una pequeña avenida arbolada que conduce a una bóveda de cañón que pasa por debajo del edificio principal, y que hace de la parte baja de la Granja una continuación de un camino forestal. La fachada principal presenta una serie de aperturas distribuidas irregularmente. Un balcón central sobresale del conjunto, con baranda de hierro forjado. A la izquierda se levanta la capilla, con espadaña. Anexo y perpendicular a la parte derecha de la fachada principal, hay un edificio de las mismas características. Cabe remarcar la existencia de dos balcones del siglo XVIII, y de una ventana gótica que se conserva en la parte posterior del edificio.

## Historia
Doldellops era una granja del Monasterio de Poblet documentada desde 1154. Por concesiones reales al Monasterio, llegó a ser una importante explotación agrícola a cargo de los monjes. En el siglo XIV se establecieron diversos molinos y un gran edificio gótico fortificado con murallas y torres de defensa. En 1700, la granja fue adquirida por Joan de Sagarra i Colom que hizo restaurar las dependencias y construir una nueva capilla. Durante la Guerra de Sucesión Española se alojaron los ejércitos del Archiduque Carlos de Austria. La propiedad fue de la familia Sagarra hasta 1930, año en que fue adquirida por el arquitecto César Martinell, que hizo, con el tiempo, importantes modificaciones. En la actualidad es residencia de verano de la familia Martinell. Únicamente los masoveros residen todo el año.